# Calliopsis nigromaculata
Calliopsis nigromaculata är en biart som först beskrevs av Timberlake 1952.  Calliopsis nigromaculata ingår i släktet Calliopsis och familjen grävbin. Inga underarter finns listade.